# Time After Time: Hip Hop Soul Version
Pour les articles homonymes, voir Time After Time.
Singles de EARTH
Time After Time
(2000) Your Song
(2000)
 Time After Time  -Hip Hop Soul Version-  (titré : time after time -HIP HOP SOUL Version-) est le deuxième single du groupe féminin de J-pop EARTH, sorti le 7 juin 2000 au Japon sur le label Sonic Groove.
C'est en fait un single de remix, célébrant le succès du premier single homonyme du groupe qui s'est classé 13e du classement Oricon trois mois et demi auparavant, restant classé dix semaines. Ce deuxième single se classe à nouveau, à la 27e place, restant cette fois classé pendant quatre semaines.
C'est un maxi-single contenant cinq titres : quatre versions remixées de la chanson-titre du premier single du groupe écrite et composée par T2ya, Time After Time, ainsi que la version instrumentale du remix qui donne son titre au disque. Celui-ci a aussi été utilisé comme thème musical pour une émission télévisée, M-mania5. Seule la version originale du titre figurera sur l'album Bright Tomorrow qui sortira en 2001.

## Liste des titres
(La graphie présentée est celle officiellement utilisée pour ce disque)
1. time after time -HIP HOP SOUL Version-
2. time after time -Beat Gallery Remix-
3. time after time -KREVA Remix feat MCU-
4. time after time -After Time After Time × Times TO Fade Remix-
5. time after time -HIP HOP SOUL Version- (instrumental)